# Кушпет Володимир Григорович
Кушпе́т Володи́мир Григорович (6 квітня 1948 р., м. Вязьма Смоленської області) — український кобзар та лірник.

## Біографія
Закінчив Київське муз. училище ім. Глієра (клас бандури В.Лапшина), а 1971 року — Київську державну консерваторію (клас бандури С.Баштана).
Викладач Стрітівської вищої педагогічної школи кобзарського мистецтва, один із засновників відомого ансамблю «Кобза».

Глибокий голос та майстерна гра на вересаївській кобзі, колісній лірі, торбані та старосвітській бандурі.
Автор багатьох публікацій на кобзарську тематику та підручник «Самонавчитель гри на старосвітських музичних інструментах — Кобза О.Вересая, бандура Г.Ткаченка, торбан Ф.Відорта» (Київ, 1997).

## Учні
Захарець Сергій, Володимир Войт мол., Баришовець Юрій Кузьмич Дмитро, Царенко Дмитро, Дрозд Сергій, Юрченко Богдан, Мироненко Андрій, Терещенко Іван, Дмитритриєвський Михайло, Бичан Андрій, Богдан Турський, Кривий Володар, Кисіль Назар, Лозиченко Анна.

## Праці
- Кушпет, В. Г. Традиційне кобзарство та нові концертні форми у мистецтві бандуристів // Тези до науково-практичної конференції: «Українське кобзарство в музичному світі: традиції і сучасність». — К., 1997. — С. 22-23.
- Кушпет, В. Г. Самовчитель гри на старосвітських музичних інструментах. Кобза О.Вересая, бандура Г.Ткаченка, торбан Ф.Відорта. [Архівовано 5 жовтня 2015 у Wayback Machine.] — К., 1997. — 148 с.
- Кушпет, В. Г. Друге народження кобзи // Бандура, № 65-66, 1998
- Кушпет Володимир: Старцівство: мандрівні співці-музиканти в Україні (XIX — поч. XX ст.): Наукове видання. — К.: Темпора, 2007. — 592 с.: іл. ISBN 966-8201-18-3